# Leucon simanensis
Leucon simanensis är en kräftdjursart som beskrevs av Gamo 1962. Leucon simanensis ingår i släktet Leucon och familjen Leuconidae. Inga underarter finns listade i Catalogue of Life.